# Syndicalisme

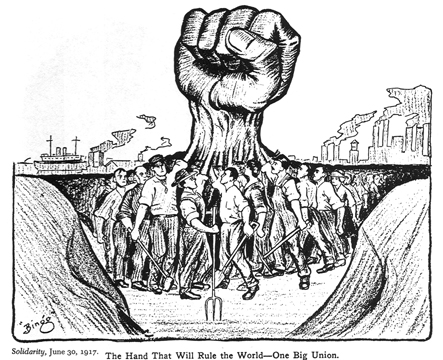
Ralph Chaplin : dessin publié dans Solidarity, organe du syndicat international Industrial Workers of the World (IWW) (30 juin 1917).

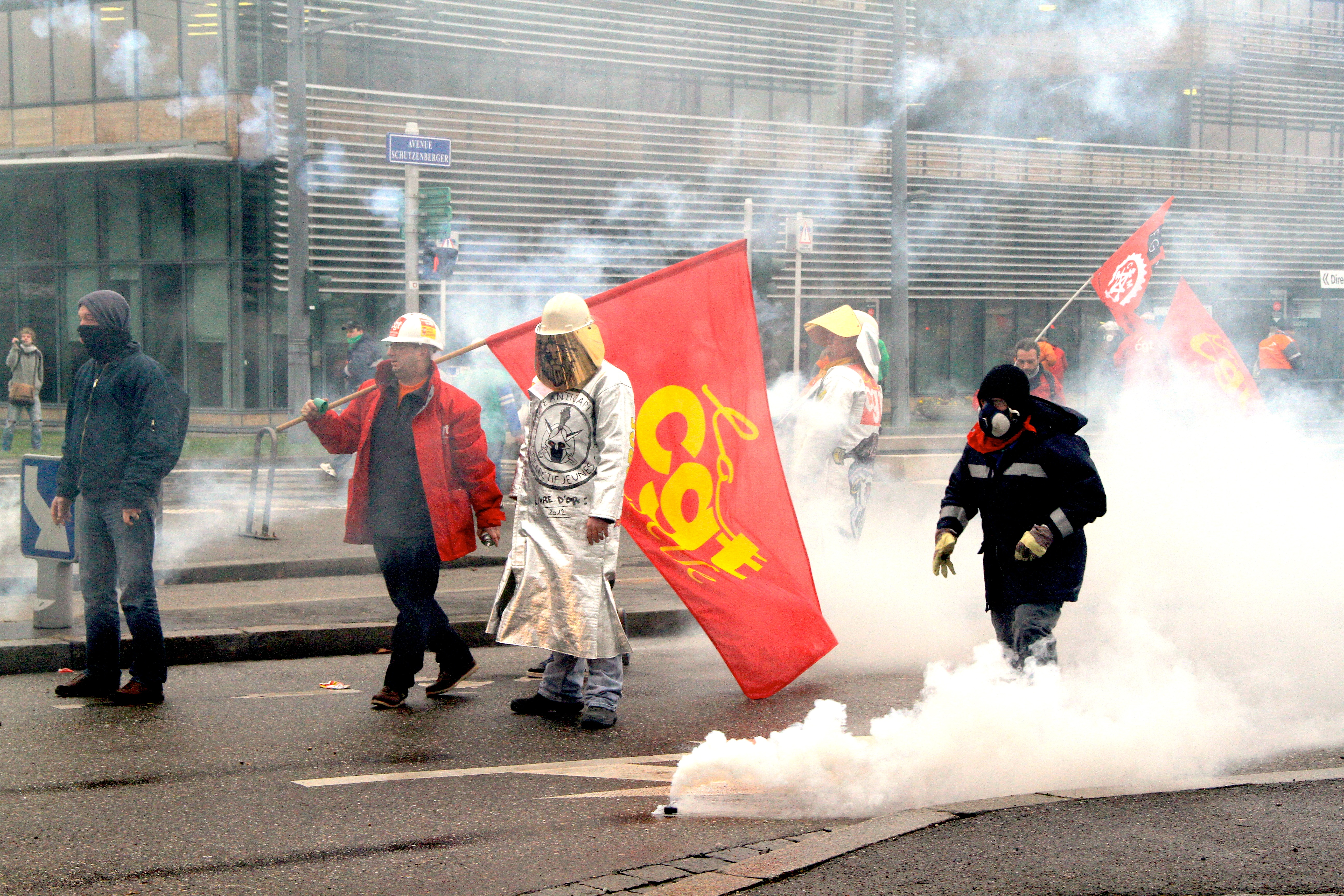
Strasbourg (France), 8 février 2013, manifestation de sidérurgistes d’ArcelorMittal arborant le drapeau d'un syndicat.

Le syndicalisme est le mouvement qui vise à unifier au sein de groupes sociaux, les syndicats, des professionnels pour défendre des intérêts communs. Le mot « syndicalisme » désigne également l'action militante qui cherche à poursuivre les buts d'un syndicat. Pour des raisons historiques, le terme « syndicalisme » s'applique, dans son sens le plus courant, à l'action au sein des syndicats de salariés, et par extension, à celle des organisations syndicales étudiantes, lycéennes et professionnelles.

## Par pays

### Europe
Les années 1880 ont marqué la naissance du syndicalisme en Europe. En France, c'est la loi Waldeck-Rousseau de 1884 qui a autorisé la création de syndicats. Elle a abrogé la loi Le Chapelier de 1791, qui interdisait les organisations ouvrières, notamment les corporations des métiers, mais également les rassemblements paysans et ouvriers ainsi que le compagnonnage. Cependant, l'empreinte de la loi Le Chapelier est restée forte dans les mentalités françaises, de sorte que le syndicalisme est peu développé en France par rapport au reste de l'Europe. Les pays germaniques et scandinaves ont un syndicalisme puissant, parce que le développement du capitalisme s'y est produit sans rupture avec la tradition corporatiste, avec des systèmes de relations sociales où les corps intermédiaires jouent un rôle beaucoup plus important qu'en France.
D'après plusieurs études, l’accroissement des inégalités de revenus serait accrue par le déclin de la syndicalisation. Ainsi, les travaux des économistes Rafael Gomez et Konstantinos Tzioumis ont montré que la rémunération des cadres dirigeants était bien moins élevée en présence de syndicats et qu'ils bénéficiaient de beaucoup moins de stock-options que leurs homologues d'entreprises comparables sans syndicats. Aux États-Unis par exemple, les rémunérations des PDG étaient de 19 % inférieurs, et la présence syndicale aurait tendance à améliorer la situation des bas salaires. Le Fonds monétaire international (FMI) estime également qu'« en réduisant l’influence des salariés sur les décisions des entreprises », l’affaiblissement des syndicats a permis d’« augmenter la part des revenus constitués par les rémunérations de la haute direction et des actionnaires ».
Des traditions syndicales très différentes existent. En Allemagne par exemple, la prévalence des accords d'entreprises fait que les luttes visent à signer des accords entre les membres d'un syndicat et les dirigeants de l'entreprise. En Norvège, le conseil d'administration a des places réservées aux représentants syndicaux, avec un pouvoir de décision. Dans beaucoup de pays, les prestations sociales sont reversées aux syndicats, qui les versent à leurs membres; si ce n'est pas le cas en France, c'est le cas en Belgique pour les allocations chômage. En Espagne, après l'anarcho-syndicalisme de 1936, succède une pratique des usines récupérées après la crise de 2008.
Malgré ces différences, de nombreuses formes de collaboration européennes existent, de simple coordinations à de réelles confédérations internationales, avec des orientations allant de la cogestion, au syndicalisme révolutionnaire. La Confédération européenne des syndicats représente la majorité des syndicats européen, alors que la Confédération internationale du travail ou l'Association internationale des travailleurs illustrent des tendances plus minoritaires liés à l'anarcho-syndicalisme.

#### Espagne

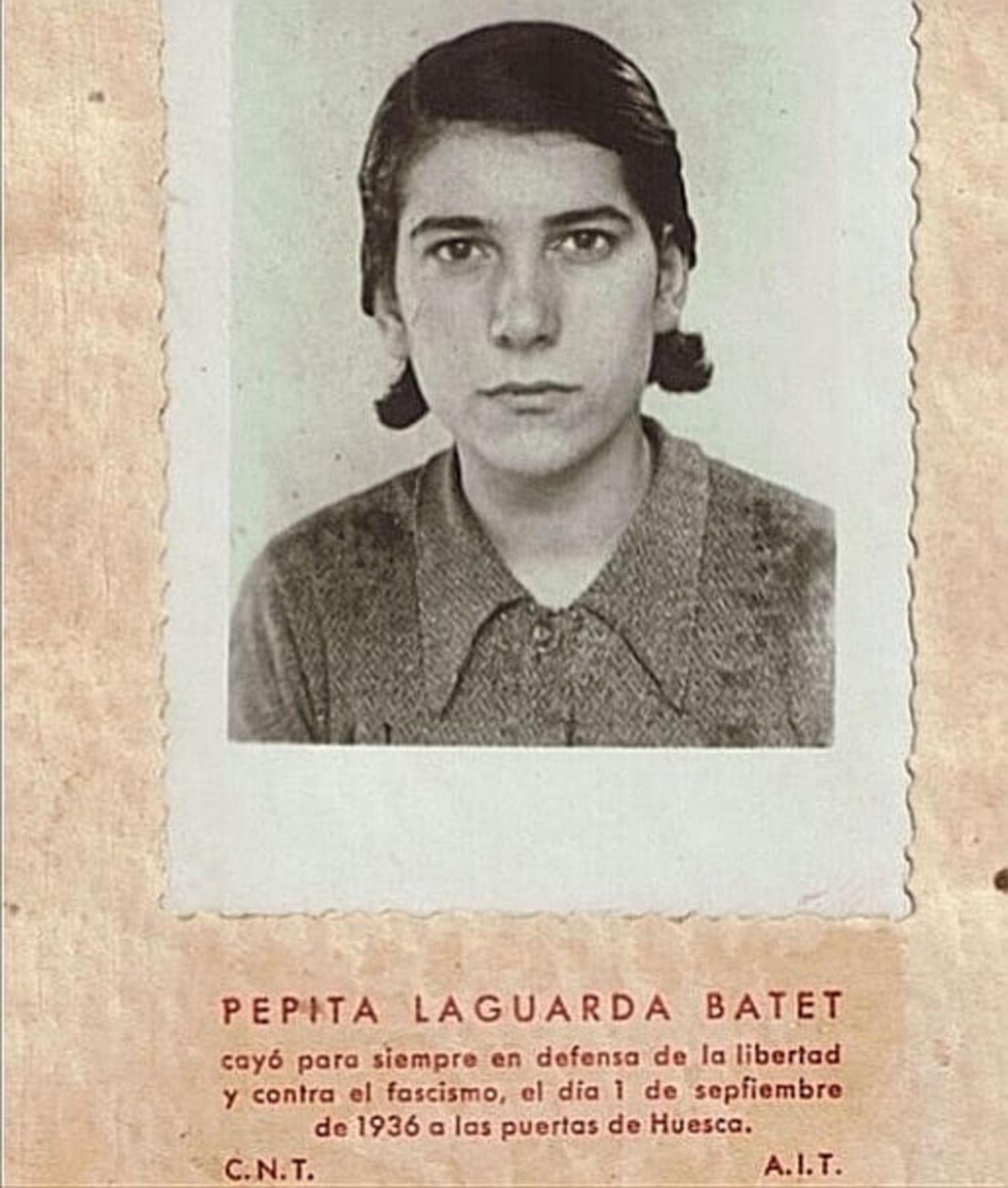
Pepita Laguarda Batet, syndicaliste catalane de la CNT, considérée comme la plus jeune soldate morte au front durant la guerre d'Espagne, sur une affiche de Solidaridad Obrera en 1936.

L'Union générale des travailleurs, d'obédience socialiste, est créée le 12 août 1888 par Pablo Iglesias à Barcelone. Il donne notamment une place importante aux femmes : Virginia González Polo, nommée en 1916 membre de la Commission exécutive de l'UGT, assure pendant une année la direction du syndicat, devenant la première femme dirigeante d'un syndicat en Europe.
Toujours à Barcelone, le mouvement Solidaridad Obrera, du côté anarchiste, est créé en 1907.
Le mouvement syndical joue dès lors un rôle prépondérant dans la politique et la société de l'Espagne du début du XXe siècle, notamment pendant la Seconde République (1933-1939), puis durant la guerre d'Espagne (1936-1939).
La Confédération nationale du Travail, majoritaire en Catalogne, organise la résistance contre les insurgés nationalistes et joue un rôle majeur lors de la Révolution sociale espagnole de 1936. L'une des figures iconiques de la CNT et de Solidaridad Obrera est la militante Pepita Laguarda Batet, infirmière, considéré comme la plus jeune soldate morte au front durant la guerre d'Espagne.
Dans les îles Baléares, les Fusillées de Roges des Molinar, dont font partie la syndicaliste Aurora Picornell, surnommée la Pasionaria de Majorque, ainsi que la militante Catalina Flaquer et ses deux filles, demeurent l'un des symboles de la répression franquiste.
Les syndicats sont opprimés lors de l'arrivée des nationalistes au pouvoir par la force en 1939. Lors de la Retirada, de nombreux militants syndicaux rejoignent la Résistance en France dans la lutte contre les nazis, comme les guérilleros espagnols et les soldats de la Nueve qui participent à la Libération de Paris.
En Espagne, leurs membres sont voués à l'exil, comme Lola Iturbe, ou subissent la répression lors de la dictature franquiste jusqu'à la mort du dictateur Franco en 1975.
Depuis la transition démocratique, les deux syndicats les plus importants en Espagne de nos jours sont l'UGT, fondée par le PSOE, et les Commissions ouvrières (CCOO), proches du parti communiste espagnol.

#### France
Le syndicalisme s'inscrit dans la lignée des groupements corporatifs (métiers, compagnonnage…) des sociétés modernes et médiévales. Ces groupements sont interdits par la loi Le Chapelier de 1791 et subissent une répression opiniâtre lors de la première révolution industrielle. Mais en 1864, la loi Ollivier abolit le délit de coalition et reconnaît de fait le droit de grève. En 1868, les premières chambres syndicales apparaissent, regroupant des adhérents appartenant à un même corps de métier. Les syndicats ne sont cependant légalisés qu'en 1884 avec la loi Waldeck-Rousseau, qui comporte encore plusieurs restrictions. En particulier, le syndicalisme fut interdit dans la fonction publique. D'un point de vue légal, cette situation perdura jusqu'à la Libération. Toutefois le Syndicat National des Instituteurs fut fondé en 1920.
Des syndicats patronaux se créent sur cet exemple. Dès lors, le syndicalisme tend à embrasser l'ensemble de la société du travail et affiche des objectifs politiques : la CGT est créée en 1895, au congrès de Limoges. Le syndicalisme français, dit d'action directe, est caractérisé par ses principes révolutionnaires et d'indépendance vis-à-vis des partis politiques. Ces principes sont affirmés lors du congrès de la CGT d'Amiens en 1906 (charte d'Amiens), qui posera les bases du syndicalisme révolutionnaire. À l'inverse, le syndicalisme jaune se développe à partir de 1899, à la suite d'une sentence arbitrale de Pierre Waldeck-Rousseau. Si la plupart des syndicats se revendiquent depuis de la charte d'Amiens, ses principes sont appliqués de manière sélective oubliant l'autonomie politique (par exemple dans la CGT-U ou la CGT d'après guerre) ou la finalité expropriatrice et socialiste (par exemple la CGT-FO ou l'UNSA). Son contenu fut d’ailleurs réaffirmé par les syndicalistes libertaires; c'est le cas de la charte de Lyon éditée par la CGT-SR en 1926, puis de la charte de Paris par la CNT en 1946.
Après la Première Guerre mondiale, la Confédération française des travailleurs chrétiens (CFTC), de tradition chrétienne, créée en 1919, apporte un contrepoids à la tradition socialiste. La révolution russe et le bolchévisme influencent quant à eux une partie des syndicalistes révolutionnaires qui se rallie aux idées communistes, créant bientôt la CGT-U.
Lors du régime de Vichy la conception corporatiste de l'organisation du travail est mise en avant et divise le monde syndical. Un dirigeant de la CGT, René Belin devient ministre de la Production industrielle et du Travail du maréchal Pétain en juillet 1940. La promulgation en 1941 de la charte du Travail organise la dissolution des organisations syndicales existantes et la création de syndicats uniques par corporation. La majeure partie des syndicalistes s'organisent alors clandestinement.
Les libertés syndicales sont rétablies par une loi du 27 juillet 1944 et les confédérations dissoutes sont recréées. La Confédération Générale des Cadres (CGC), syndicat sectoriel composé d'une multitude de syndicats professionnels locaux (d'ingénieurs essentiellement - mines, ponts, métallurgie, électricité…). En 1948, un courant sécessionniste de la CGT, réformiste et opposé à la domination du Parti communiste français sur la CGT, crée la CGT-Force Ouvrière. En 1964, la CFTC réunit un congrès extraordinaire. Il s’agit de faire entériner par les militants la proposition de la direction confédérale d’abandonner les références sociales chrétiennes et de changer le nom de leur organisation. Environ 75 % des délégués se prononcent en faveur de cette « évolution ». La CFTC devient donc Confédération française démocratique du travail (CFDT). Toutefois, une minorité de militants estimant qu’il s’agit plutôt d’une « rupture » décide de « maintenir » la CFTC. On parle souvent, à propos de la naissance de la CFDT, de « déconfessionnalisation de la CFTC ».
En 1992, le mouvement « autonome », comportant principalement des syndicats qui, en 1947, avaient refusé de choisir entre la CGT et FO, s'organise dans l'Union Nationale des Syndicats Autonome (UNSA).
Les grandes organisations sont confédérées par rassemblement de fédérations syndicales qui regroupent elles tous les syndicats d'une même profession, et d'unions interprofessionnelles locales qui regroupent tous les syndicats d'une ville, d'un département ou d'une région, souvent autour de la Bourse du travail. Il ne faut donc pas confondre syndicat (par exemple le syndicat des charpentiers de la Seine) et organisation syndicale (par exemple la CGT, ou la CFDT).
Si, aujourd'hui, les grandes organisations syndicales sont moins puissantes, les syndicats sont encore présents dans la réalité du travail, même s'ils ont perdu une grande partie de leur assise secondaire depuis les années 1970. Dans les anciens bastions syndicaux tels que l’industrie ou les fonctions publiques, le développement de la sous-traitance a entrainé une externalisation des emplois ouvriers vers de petites entreprises souvent dépourvues de présence syndicale. Les entreprises plus grandes connaissent des réorganisations fréquentes qui provoquent l’éclatement des collectifs de travail, avec un fort recours à des salariés mis à disposition, en intérim ou en contrat précaire. Ainsi, dans l’industrie automobile, les lignes de production emploient en permanence entre 30 % et 50 % d’intérimaires, ce qui permet de considérablement réduire l’impact d'une éventuelle grève.
D'après un rapport du Défenseur des droits paru en 2019, la « peur des représailles » constitue le premier frein à l'engagement syndical en France. Le degré d’engagement des syndiqués a son importance : un fort investissement dans une activité syndicale, comme l’adhésion de longue durée, l’organisation de grèves, la distribution de tracts ou encore l’exercice d’un mandat syndical et la participation à des négociations accroît significativement le risque de déclarer une expérience de discrimination, explique le rapport.

##### Représentativité
Les résultats obtenus aux élections professionnelles (64 % en moyenne en France lorsqu'elles sont organisées) sont un baromètre de représentativité institué par la loi du 20 août 2008. Pour les salariés des TPE (moins de 10 salariés) qui n'élisent pas de représentants du personnel, une élection de représentativité est organisée au niveau régional et sur sigle.
Le taux de syndicalisation est le quotient du nombre de salariés adhérents à un syndicat par l'effectif total des salariés. Le calcul du taux est basé sur des données d'enquête ou à défaut sur des données administratives. Comme pour les partis politiques français, ce taux est particulièrement faible en France en comparaison avec les taux de syndicalisation des autres pays européens.
Alors que le taux de syndicalisation dans le secteur privé est à peine supérieur à 5 % (alors que les autres pays européens sont aux alentours de 30, voire 50 %), la France a un paysage syndical divisé, constitué de cinq confédérations qui bénéficiaient d'une présomption irréfragable de représentativité jusqu'à la loi du 20 août 2008 (CGT, CFDT, Force ouvrière, CFTC et CFE-CGC) ainsi que les trois autres principales organisations non représentatives de droit (l'UNSA, la FSU et l'Union syndicale Solidaires dont font partie entre autres les « SUD »).
Le fort taux de syndicalisation dans certains pays est dû à des mesures incitatives : par exemple, les bénéfices d'un accord signé par un syndicat peuvent être réservés aux adhérents de ce syndicat. Environ 8 % des salariés français sont syndiqués en 2013. Ce taux de syndicalisation a fortement diminué, passant de 22 % en 1975 à 15 % en 1984 pour stagner autour des 8 % depuis 1995.
D'après une étude du même ministère sur la syndicalisation (DARES, octobre 2004), le taux de syndicalisation dans les entreprises de moins de 50 salariés est de 3,5 % (contre 5,2 % dans le secteur privé) ; il n'est que de 2,4 % chez les salariés en CDD ou en intérim (contre 9,5 % chez les salariés en contrat à durée indéterminée et à temps complet).
Selon un sondage TNS Sofres de décembre 2005, les causes de non-syndicalisation sont :
- pour 38 %, le sentiment que les syndicats ne comprennent pas leur problème ;
- pour 36 %, la peur de représailles de leur direction ;
- pour 34 %, la division syndicale (80 % des sondés estimant qu'il y a trop d'organisations syndicales différentes en France).

Selon une étude de 2010, les délégués syndicaux sont payés environ 10 % de moins que le reste des salariés, en raison d'une discrimination de la part des employeurs. En outre, selon l’avocate Rachel Spire : « l’activité syndicale n’est pas sans risque : plus de dix mille représentants de salariés sont licenciés chaque année ».

#### Royaume-Uni
On parle au Royaume-Uni de « trade unions » ou « labour unions » pour désigner les syndicats. Le syndicalisme fut interdit et sévèrement réprimé en Grande-Bretagne jusqu'en 1824 (voir le Combination Act). Les années 1838 à 1848 furent marquées par la prééminence de l'action politique dans les syndicats.
En 1850 se formèrent des syndicats plus stables, mieux pourvus en termes de ressources, mais souvent moins radicaux. Le statut légal des syndicats fut établi par la commission royale en 1867 lorsque celle-ci admit que la mise en place de ces organisations avantageait autant les employeurs que les salariés. Le texte fut légalisé en 1871.
Les unions les plus influentes de la période victorienne furent les unions de travailleurs qualifiés, notamment la Amalgamated Society of Engineers. Les unions alliant travailleurs qualifiés et semi-qualifiés connurent une progression assez faible jusqu'à l'émergence des New Unions à la fin de l'année 1880. Les syndicats ont joué un rôle important dans la création du Comité de représentation des travailleurs (Labour Representation Committee), qui constitue la base du parti travailliste actuel (Labour Party), lequel entretient toujours des liens étroits avec le Trade Union Movement.
Le déclin des syndicats a entrainé une hausse de 15 % des écarts de salaire dans les années 1980 et 1990. La grande majoritédes syndicats britanniques appartiennent à une unique organisation syndicale, la Trade Union Congress.

### Livres
- Baptiste Giraud, Karel Yon et Sophie Béroud, Sociologie politique du syndicalisme, Paris, Armand Colin, 2018.
- Fabio Bertini, 'Gilliatt e la piovra. Storia del sindacalismo internazionale dalle origini a oggi', Aracne, Roma, 2011.
- Guillaume Bernard et Jean-Pierre Deschodt (dir.), Les Forces syndicales françaises, Paris, PUF, coll. « Major », 2010, 512 p. (ISBN 978-2-13-057782-9)
- Guy Caire, Les Syndicats ouvriers, Paris, PUF, coll. « Thémis », 1971, 602 p.
- Gérard da Silva, Histoire de la CGT-FO et de son union départementale de Paris 1895-2099, préface de Jean-Claude Mailly et Marc Blondel, Paris, L'Harmattan, coll. Mouvement social et laïcité, 2009
- Laurent Tertrais, La promesse syndicale. Quel syndicalisme pour le XXe Siècle ?, Michalon, 2012 présentation en ligne.
- Dominique Andolfatto (dir.), Les Syndicats en France, Paris, La Documentation française, 2007  (ISSN 1763-6191)
- Dominique Andolfatto, Dominique Labbé, Histoire des syndicats, (1906-2006), Paris, Éditions du Seuil, 2006  (ISBN 978-2-02-081240-5)
- Roger Lenglet, Christophe Mongermont, Jean-Luc Touly, L'Argent noir des syndicats, Fayard 2008.
- Michel Lallement, Sociologie des relations professionnelles, Paris, La Découverte, 2de édition : 2008.
- Normand Baillargeon, L'ordre moins le pouvoir. Histoire et actualité de l'anarchisme, Éditions Agone, 2001 & 2008, Lux Éditeur 2004.
- René Mouriaux, Le Syndicalisme en France, Paris, PUF, 2005  (ISBN 978-2-13-054761-7)
- René Mouriaux, Le Syndicalisme en France depuis 1945, Paris, La Découverte, 2004
- Jean Sagnes (dir.), Histoire du syndicalisme dans le monde, Toulouse, Privat, 1994
- Henri Aigueperse (ancien secrétaire général du SNI, Cent ans de syndicalisme. Le mouvement syndical en France de la Ire Internationale à 1970, Paris, éditions Martinsart, 1977
- Guillaume Goutte, Dix questions sur le syndicalisme, Libertalia, 2023.

### Articles
- « Le syndicalisme et ses armes », Agone, n° 33, 2005 [lire en ligne]
- Anne-Catherine Wagner, « Syndicalistes européens. Les conditions sociales et institutionnelles de l’internationalisation des militants syndicaux », Actes de la recherche en sciences sociales, n° 155 2004/5, p. 12 à 33. [lire en ligne] [PDF]